# Bullet Force
Bullet Force est un jeu vidéo de tir à la première personne et un jeu par navigateur pour les plateformes iOS, Android et PC exploité par Lucas Wilde et BlayzeGames. 

## Description
Il s'agit d'un free-to-play pour les appareils fonctionnant sous iOS et Android. Les joueurs jouent le rôle d'un fantassin et combattent avec une sélection d'armes primaires et secondaires. Il y a plus de 40 armes différentes comme la MP5, la P90, la légendaire AK-47 et plus récemment, la Groza et le Kar98 et bien d'autres. Le jeu propose aussi des armes secondaire: Desert Eagle, Butterfly Knife, le M1911, le "mini-pompe" Shorty SG et d'autres, le nombre d'armes à feu dans le jeu augmentant avec les mises à jour régulières.

Si vous voulez jouer au jeu, il est disponible gratuitement sur Play Store, l'app store pour téléphone. Pour les joueurs PC, les sites les plus connus sur les moteurs de recherches: CrazyGameset Poki.

## Modes de jeu
Bullet Force possède plusieurs modes de jeu : que ce soit un match à mort par équipe, jeu d'armes, où vous changez d'arme automatiquement après un kill, chacun pour soi, ou capture de drapeaux.
Il existe même temporairement de gros match en 15v15.

## Personnaliser son arme
Dans Bullet Force, vous pouvez équiper un camouflage sur vos armes et sur votre guerrier (du skin commun au skin légendaire, avec des camouflages provenant des créateurs de contenus du jeu.
Chaque nouvelle mise à jour ajoute de nouveaux camo. 

Vous pouvez équiper des viseurs, des silencieux et des lasers.
Vous pouvez (gratuitement) acheter des balles traçantes. 
Vous possédez des grenades, des flashs et des fumigènes.

## Les killstreaks
Les killstreaks sont les séries d'éliminations :
- Drone (UAV) [4 kills requis]
- Drone de brouillage [5 kills requis]
- Drone amélioré [8 kills requis]
- Haste (vous permet de vous déplacer plus vite, recharger plus vite et sauter plus haut pendant 25 secondes) [9 kills requis]
- Super Soldier (les balles font plus de dommage pendant 30 secondes) [13 kills requis]
- Et enfin, la légendaire NUKE, qui tue tous les joueurs de l'équipe ennemie [25 kills requis]

Pour les utiliser vous devrez d'abord vous en équiper de trois dans votre inventaire du menu [3 maxi]

## Les contrôles
Les contrôles pour jouer sur PC sont les suivants :
- WASD pour se déplacer
- Barre d’espace pour sauter
- T pour discuter (possibilité de ban si injures, racisme, harcèlement ou autres)
- Clic gauche pour tirer et clic droit pour vider
- Shift pour courir (tout en maintenant la touche W pour courir)
- P pour mettre le jeu en pause
- Entrer pour réapparaître
- G pour lancer une grenade
- E pour ramasser une arme
- F pour utiliser le couteau (que lorsque vous serez près de l'ennemi)
- R pour recharger votre arme
- C pour s’accroupir
- 2 pour changer d’arme
- Touches directionnelles pour les séries de meurtres (killstreaks)
- Touche tabulation pour voir le score